# Pteris splendida
Pteris splendida är en kantbräkenväxtart som beskrevs av Ren-Chang Ching. Pteris splendida ingår i släktet Pteris och familjen Pteridaceae. Utöver nominatformen finns också underarten P. s. longlinensis.